# ヤマハレディースオープン葛城
ヤマハレディースオープン葛城（ヤマハレディースオープンかつらぎ）は日本女子プロゴルフ協会（JLPGA）の公認、ヤマハ及びヤマハ発動機の共催により毎年4月第1週に静岡県袋井市の葛城ゴルフ倶楽部山名コースを舞台に行われている女子プロゴルフトーナメントである。2019年現在、賞金総額1億円、優勝賞金1800万円。なお2011年は東北地方太平洋沖地震（東日本大震災）の影響、2020年は新型コロナウイルス感染拡大のためいずれも中止となった。
なお、「ヤマハレディースオープン」は同じ葛城ゴルフ倶楽部（山名コース及び宇刈コース）を舞台に1985年から1992年までJLPGAツアーの一つとして行われており、16年振りの復活となった。

## 歴代優勝者
| 開催回                         | 開催年                         | 優勝者                                 | スコア                                 | 開催コース                             |
| ヤマハカップレディースオープン | ヤマハカップレディースオープン | ヤマハカップレディースオープン         | ヤマハカップレディースオープン         | ヤマハカップレディースオープン         |
| ------------------------------ | ------------------------------ | -------------------------------------- | -------------------------------------- | -------------------------------------- |
| 第1回                          | 1985年                         | クリスタ・ジョンソン                   | -4                                     | 葛城ゴルフ倶楽部宇刈コース             |
| 第2回                          | 1986年                         | 涂阿玉                                 | ±0                                     | 葛城ゴルフ倶楽部山名コース             |
| 第3回                          | 1987年                         | 樋口久子                               | ±0                                     | 葛城ゴルフ倶楽部宇刈コース             |
| 第4回                          | 1988年                         | 吉川なよ子                             | +3                                     | 葛城ゴルフ倶楽部山名コース             |
| 第5回                          | 1989年                         | 森口祐子                               | ±0                                     | 葛城ゴルフ倶楽部宇刈コース             |
| 第6回                          | 1990年                         | 高須愛子                               | +2                                     | 葛城ゴルフ倶楽部山名コース             |
| 第7回                          | 1991年                         | 岡本綾子                               | ±0                                     | 葛城ゴルフ倶楽部宇刈コース             |
| 第8回                          | 1992年                         | 涂阿玉                                 | +8                                     | 葛城ゴルフ倶楽部山名コース             |
| 中断                           |                                |                                        |                                        |                                        |
| ヤマハレディースオープン葛城   |                                |                                        |                                        |                                        |
| 第9回                          | 2008年                         | 山口裕子                               | +1                                     | 葛城ゴルフ倶楽部山名コース             |
| 第10回                         | 2009年                         | 黄アルム                               | -11                                    | 葛城ゴルフ倶楽部山名コース             |
| 第11回                         | 2010年                         | 古閑美保                               | -4                                     | 葛城ゴルフ倶楽部山名コース             |
| 第12回                         | 2011年                         | 東北地方太平洋沖地震の影響で中止       | 東北地方太平洋沖地震の影響で中止       | 東北地方太平洋沖地震の影響で中止       |
| 第13回                         | 2012年                         | 笠りつ子                               | -3                                     | 葛城ゴルフ倶楽部山名コース             |
| 第14回                         | 2013年                         | 比嘉真美子                             | -4                                     | 葛城ゴルフ倶楽部山名コース             |
| 第15回                         | 2014年                         | アン・ソンジュ                         | -5                                     | 葛城ゴルフ倶楽部山名コース             |
| 第16回                         | 2015年                         | 渡邉彩香                               | -7                                     | 葛城ゴルフ倶楽部山名コース             |
| 第17回                         | 2016年                         | 李知姫                                 | -9                                     | 葛城ゴルフ倶楽部山名コース             |
| 第18回                         | 2017年                         | イ・ミニョン                           | -9                                     | 葛城ゴルフ倶楽部山名コース             |
| 第19回                         | 2018年                         | アン・ソンジュ                         | -5                                     | 葛城ゴルフ倶楽部山名コース             |
| 第19回                         | 2019年                         | 成田美寿々                             | -5                                     | 葛城ゴルフ倶楽部山名コース             |
| 第20回                         | 2020年                         | 新型コロナウイルス感染拡大の影響で中止 | 新型コロナウイルス感染拡大の影響で中止 | 新型コロナウイルス感染拡大の影響で中止 |
| 第21回                         | 2021年                         | 稲見萌寧                               | -12                                    | 葛城ゴルフ倶楽部山名コース             |
| 第22回                         | 2022年                         | 西郷真央                               | -8                                     | 葛城ゴルフ倶楽部山名コース             |
| 第23回                         | 2023年                         | 穴井詩                                 | -9                                     | 葛城ゴルフ倶楽部山名コース             |
| 第24回                         | 2024年                         | 小祝さくら                             | -10                                    | 葛城ゴルフ倶楽部山名コース             |
| 第25回                         | 2025年                         | 穴井詩                                 | -13                                    | 葛城ゴルフ倶楽部山名コース             |

## テレビ放送
- 2019年現在は大会3日目・最終日の模様をCS放送のスカイAとBSデジタル放送のBS朝日とのリレー形式で放送されている。2012年まではテレビ朝日系列全国ネットで最終日のみ放送されていた。
  - 開催地は静岡県だが、地元系列局の静岡朝日テレビは制作協力で、製作主導はテレビ朝日が行っている。